# Judith Curry
Judith A. Curry, född 1953, är en amerikansk professor och amerikansk forskare i klimatologi och rektor för School of Earth and Atmospheric Sciences vid Georgia Institute of Technology. Hennes forskning omfattar orkaner, fjärranalys, atmosfärisk modellering, polarklimat, interaktionen mellan atmosfär och oceaner samt användningen av obemannade farkoster för atmosfärisk forskning. Hon är medlem i NASA:s Earth Science Subcommittee och Climate Research Committee vid National Research Council.
Curry är medförfattare till Thermodynamics of Atmospheres and Oceans (1999), medförfattare till Encyclopedia of Atmospheric Sciences (2002) och har författat över 140 vetenskapliga artiklar. Hennes vetenskapliga publicering har (2025) enligt Scopus närmare 16 000 citeringar och ett h-index på 59. Hon driver bloggen Climate Etc. Till hennes utmärkelser hör Henry G. Houghton Research Award från American Meteorological Society (1992).
I mars 2013 valdes hon att ingå i ledningen för det amerikanska fysikersamfundets expertgrupp om klimatet. Uppgiften är att främja framsteg och spridning av kunskap om fysik, mätning och modellering av klimatprocesser inom området för naturvetenskap men inte politik, lagstiftning och bredare samhällsfrågor. . 
Judith Curry vittnade inför det amerikanska kongressens klimatutskott den 25 april 2013. Vid presentationen underströk hon den betydande osäkerheten i klimatdata, främst före 1980, och i klimatmodellerna speciellt vad gäller hanteringen av moln och de omfattande vindsystemen som exempelvis Nordatlantiska oscillationen.
Curry är en av grundarna av företaget Climate Forecast Applications Network som säljer rådgivning inom anpassning till förändringar i klimatet och prognostjänster.
Curry har sagt att hon besväras av grupptänkandet inom det klimatvetenskapliga samhället och vad hon ser som återhållsamhet vid publicering av data och analyser för fristående utvärdering. Hon har skrivit att klimatologer borde vara mer öppna i sin relation till allmänheten och samverka med dem som är skeptiska till vetenskaplig konsensus om klimatförändringar.
År 2018 i november skickade Curry in en artikel för publicering med titeln "Höjning av havsnivån och klimatförändringar", där hon argumenterar emot nuvarande vetenskapligt konsensus, och framlägger argument för att pågående höjning av havsnivån har varit en långsam process sedan mer än 150 år som inte påverkats av senare tiders antropogena aktiviteter. Även om detta medför att hon hamnar utanför rådande akademiskt konsensus framhåller Curry att hennes slutsatser inte motsäger det som presenterats av IPCC. En artikel publicerad av Associated Press drog slutsatsen att Curry's argumentation skulle kunna minska möjligheterna för städer och samhällen att starta rättsprocesser mot företag inom olje- och gasutvinning om kompensation för kommande skador på grund av höjningar av havsnivå.